# Обсада на Берат (1280 – 1281)
Вижте пояснителната страница за други значения на Обсада на Берат.
Обсадата на Берат през 1280 – 1281 година започва, след като в 1271 г. Карл I Анжуйски прогласява създаването на Албанско кралство. 
През 1274 г. Михаил VIII Палеолог започва офанзива срещу албанските владения на династията Анжу и византийската армия успява да обсади в Дуръс и Валона сицилианците, които в Албания нямат други форпостове. В годините 1274 – 1275 византийците се опитват да превземат и тези два града, но не успяват. 
През 1279 г. Карл Анжуйски установява контрол над латинските държавици в Гърция и след васалитета и на деспота на Епир Никифор I Комнин  през август 1279 г. изпраща в Албания своя генерал Хуго де Сули, за да започне офанзива по Виа Егнация. 
През август-септември 1280 г. армия в състав 2000 кавалеристи и 6000 пехотинци превзема с щурм крепостта Канина и обсажда Берат. Гарнизонът е силен, но комендантът иска подкрепление от Константинопол. Императорът изпраща армия под командването на своя племенник и велик доместик Михаил Тарханиот. В Константинопол е отслужен молебен за спасението на империята. 
В началото на обсадата анжуйците успяват да превземат някои близки фортове и да проникнат в предградията. Карл I издава заповед да се превземе градът до пристигането на помощта, дори при необходимост да се щурмува крепостта. През март 1281 г. деблокиращата византийска армия пристига пред града и Тарханиот решава да избегне пряк двубой, предпочитайки да устройва засади и внезапни нападения. Византийците успяват да доставят провизии на обсадените по река Осум. .
Анжуйците се стремят към генерално сражение и генерал Хуго де Сули излиза на разузнаване с отряд, който попада на засада на туркополи, в резултат от което е пленен.  Анжуйската армия, разбирайки, че е останала без командване, изпада в безтегловност и византийците, възползвайки се от паниката, излизат в открит бой и я разбиват.
Победата е действително стратегическа, като след нея на Михаил Тарханиот е устроен триумф в Константинопол и му е даден титул кесар, но той го отказва. Византия възстановява властта си и над Дуръс и Валона. Карл Анжуйски започва подготовка за нова офанзива, след като с посредничеството на папа Мартин IV анжуйците и венецианците подписват през същата тази 1281 г. т.нар. Орветски договор за възстановяването на Латинската империя.  Михаил VIII Палеолог е отлъчен от католическата църква, с което се слага край на Лионската уния, обаче хитрият византиец сключва съюз с арагонския крал Педро III Арагонски и срива цялата италийска завера посредством сицилианска вечерня.
В чест на победата на Палеолозите е възстановена с параклис Света Богородица Памакаристос.